# Giro di Slovenia 2008
Il Giro di Slovenia 2008, quindicesima edizione della corsa, si svolse dall'11 al 14 giugno su un percorso di 650 km ripartiti in 4 tappe, con partenza a Lubiana e arrivo a Novo Mesto. Fu vinto dallo sloveno Jure Golčer della LPR Brakes-Ballan davanti all'italiano Franco Pellizotti e al croato Robert Kišerlovski.

## Tappe
| Tappa  | Data      | Percorso              | km  | Vincitore di tappa | Leader cl. generale |
| ------ | --------- | --------------------- | --- | ------------------ | ------------------- |
| 1ª     | 11 giugno | Lubiana > Postumia    | 161 | Claudio Cucinotta  | Claudio Cucinotta   |
| 2ª     | 12 giugno | Pirano > Capodistria  | 179 | Radoslav Rogina    | Claudio Cucinotta   |
| 3ª     | 13 giugno | Škofja Loka > Krvavec | 153 | Jure Golčer        | Jure Golčer         |
| 4ª     | 14 giugno | Celje > Novo Mesto    | 157 | Francesco Chicchi  | Jure Golčer         |
| Totale | Totale    | Totale                | 650 |                    |                     |

## Dettagli delle tappe

### 1ª tappa
- 11 giugno: Lubiana > Postumia – 161 km

| Pos. | Corridore         | Squadra     | Tempo    |
| ---- | ----------------- | ----------- | -------- |
| 1    | Claudio Cucinotta | LPR Brakes  | 3h55'39" |
| 2    | Enrico Rossi      | NGC Medical | s.t.     |
| 3    | Simone Cadamuro   | Nippo       | s.t.     |

| Pos. | Corridore         | Squadra     | Tempo    |
| ---- | ----------------- | ----------- | -------- |
| 1    | Claudio Cucinotta | LPR Brakes  | 3h55'29" |
| 2    | Enrico Rossi      | NGC Medical | a 4"     |
| 3    | Simone Cadamuro   | Nippo       | a 6"     |

### 2ª tappa
- 12 giugno: Piran > Capodistria – 179 km

| Pos. | Corridore       | Squadra   | Tempo    |
| ---- | --------------- | --------- | -------- |
| 1    | Radoslav Rogina | Perutnina | 4h24'08" |
| 2    | Mitja Mahorič   | Perutnina | s.t.     |
| 3    | Gregor Gazvoda  | Perutnina | s.t.     |

| Pos. | Corridore         | Squadra     | Tempo    |
| ---- | ----------------- | ----------- | -------- |
| 1    | Claudio Cucinotta | LPR Brakes  | 8h19'37" |
| 2    | Radoslav Rogina   | Perutnina   | s.t.     |
| 3    | Enrico Rossi      | NGC Medical | a 4"     |

### 3ª tappa
- 13 giugno: Škofja Loka > Krvavec – 153 km

| Pos. | Corridore          | Squadra     | Tempo    |
| ---- | ------------------ | ----------- | -------- |
| 1    | Jure Golčer        | LPR Brakes  | 3h14'35" |
| 2    | Franco Pellizotti  | Liquigas    | a 9"     |
| 3    | Robert Kišerlovski | Adria Mobil | a 23"    |

| Pos. | Corridore          | Squadra     | Tempo     |
| ---- | ------------------ | ----------- | --------- |
| 1    | Jure Golčer        | LPR Brakes  | 11h34'12" |
| 2    | Franco Pellizotti  | Liquigas    | a 13"     |
| 3    | Robert Kišerlovski | Adria Mobil | a 29"     |

### 4ª tappa
- 14 giugno: Celje > Novo Mesto – 157 km

| Pos. | Corridore         | Squadra    | Tempo    |
| ---- | ----------------- | ---------- | -------- |
| 1    | Francesco Chicchi | Liquigas   | 3h32'07" |
| 2    | Jure Kocjan       | Perutnina  | s.t.     |
| 3    | Gabriele Balducci | Acqua & S. | s.t.     |

| Pos. | Corridore          | Squadra     | Tempo     |
| ---- | ------------------ | ----------- | --------- |
| 1    | Jure Golčer        | LPR Brakes  | 15h06'19" |
| 2    | Franco Pellizotti  | Liquigas    | a 13"     |
| 3    | Robert Kišerlovski | Adria Mobil | a 29"     |

## Classifiche finali

### Classifica generale
| Pos. | Corridore          | Squadra      | Tempo     |
| ---- | ------------------ | ------------ | --------- |
| 1    | Jure Golčer        | LPR Brakes   | 15h06'19" |
| 2    | Franco Pellizotti  | Liquigas     | a 13"     |
| 3    | Robert Kišerlovski | Adria Mobil  | a 29"     |
| 4    | Radoslav Rogina    | Perutnina    | a 43"     |
| 5    | Simon Špilak       | Lampre       | a 51"     |
| 6    | Przemysław Niemiec | Miche        | a 1'00"   |
| 7    | Grega Bole         | Adria Mobil  | a 1'06"   |
| 8    | Matija Kvasina     | Perutnina    | a 1'10"   |
| 9    | Luca Zanasca       | C. Calzatura | a 1'37"   |
| 10   | Ruslan Pidhornyj   | LPR Brakes   | a 1'46"   |